# Be I Strong
Be I Strong – ósmy album studyjny Sizzli, jamajskiego wykonawcy muzyki reggae i dancehall.
Płyta została wydana 2 listopada 1999 roku przez nowojorską wytwórnię VP Records. Produkcją nagrań zajął się Phillip "Fatis" Burrell. Trzon grupy akompaniującej Sizzli stanowili muzycy riddim bandu The Fire House Crew.
20 listopada 1999 roku album osiągnął 7. miejsce w cotygodniowym zestawieniu najlepszych albumów reggae magazynu Billboard (ogółem był notowany na liście przez 8 tygodni).

## Lista utworów
1. "Men & People"
2. "Love Is All"
3. "Diamond & Pearl"
4. "Bless Bless"
5. "Stop the Youth"
6. "Live & Learn"
7. "Mi King"
8. "Be I Strong"
9. "The Vibes" feat. Capleton
10. "Get Lively"
11. "No Chance"
12. "Live Longer"
13. "Powerfull"
14. "Nah Suffer"
15. "Stop Violate"
16. "Keep Out A Bad Company"

## Twórcy

### Muzycy
- Sizzla – wokal
- Capleton – wokal (gościnnie)
- Earl "Chinna" Smith – gitara
- Winston "Bo-Peep" Bowen – gitara rytmiczna
- Paul "Jazzwad" Yebuah – gitara basowa, perkusja, fortepian
- Donald "Bassie" Dennis – gitara basowa, perkusja, fortepian, instrumenty klawiszowe
- Christopher Meredith – gitara basowa, instrumenty klawiszowe
- Melbourne "George Dusty" Miller – perkusja
- Mark "Prince Malachi" Wynter – perkusja
- Sly Dunbar – perkusja
- Dean Fraser – saksofon
- Ronald "Nambo" Robinson – puzon
- Steven Stanley – instrumenty klawiszowe
- Robert Lyn – fortepian

### Personel
- Paul Daley – inżynier dźwięku
- Anthony "Soljie" Hamilton – miks
- Steven Stanley – miks
- Joel Chin – mastering
- Paul Shields – mastering
- Julien "Frenchie" Massonnet – projekt okładki